# Santa Engracia del Jubera
Santa Engracia del Jubera är en kommun i Spanien. Den ligger i den autonoma regionen La Rioja i norra delen av landet, 240 km nordost om huvudstaden Madrid. Antalet invånare är 192 (2024). Arean är 86,07 kvadratkilometer.